# Drama
 For alternative betydninger, se Drama (flertydig). (Se også artikler, som begynder med Drama)
Drama (af græsk drama = handling, af verbet dran = handle, gøre) er en kunstart, der på et teater eller en skærm fortæller en historie med kunstnerens (sangeren, danseren eller skuespilleren) handling, bevægelse, mimik, kropssprog og lyd.
Ordet dækker den dramatiske kunst, der udspiller sig mellem kunstnernes modsatrettede hensigter og handlinger, som i den græske tragedie og komedie.
Drama kan også betyde:
- Et manuskript med teksten til en teaterforestilling
- En bog om teaterstykker
- En specifik filmgenre
- Et fag hvor der undervises i skuespillets håndværk og historie
- Et højspændt handlingsforløb i den virkelige verden

## Historie
Det græske drama voksede frem indenfor rammen af Dionysos-kulten i 530'erne f.Kr. I kulten fandtes allerede jambedigtningen, korsang, musik med aulos (en forløber for obo), en fortælling og brugen af masker, for Dionysos var maskeguden. Vekselsang mellem korgrupper ledet til den talte dialog, der var det nye ved dramaet som genre. I de ældste skuespil var der kun én skuespiller, der fremførte talen. Ifølge Aristoteles' notat i Poetikken var skuespilleren oprindeligt sangkorets forsanger, koryphaios (koryfæ). Det ældste bevarede drama er Perserne af Aischylos, opført i 472 f.Kr.